# Апель, Ханс
Ханс Эберхард Апель (нем. Hans Eberhard Apel; 25 февраля 1932, Гамбург — 6 сентября 2011, там же) — немецкий государственный деятель, министр финансов (1974—1978), министр обороны ФРГ (1978—1982).

## Биография
Получил экономическое образование в Гамбургском университете (1957), в 1961 г. защитил там докторскую диссертацию на тему «Эдвин Кеннан и его ученики. Неолибералы в Лондонской школе экономики».
- 1958—1961 гг. — секретарь Социалистической группы Европейского парламента в Страсбурге.
- 1962—1965 гг. — в аппарате Европарламента, руководитель отдела экономической, финансовой политики и транспортной политики.
- 1965—1990 гг. — депутат бундестага.
- 1969—1972 и 1983—1988 гг. — заместитель председателя парламентской фракции СДПГ.
- 1969—1972 гг. — председатель комитета бундестага по вопросам транспорта и почтовой связи и телекоммуникаций.
- 1972—1974 гг. — парламентский статс-секретарь по европейским делам МИД.
- 1974—1978 гг. — министр финансов.
- 1978—1982 гг. — министр обороны ФРГ.
- 1985 г. — неудачно баллотировался как кандидат СДПГ на пост бургомистра Западного Берлина.

Член СДПГ с 1955 г., принадлежал к правому крылу СДПГ:
1970—1988 гг. — член Национального совета партии,
1984—1986 гг. — член его президиума.
С 1990 г. в отставке.
После ухода из политики являлся нештатным профессором Ростокского университета, председателем наблюдательного совета концерна «Schwarze Pumpe», а в 1994 г. ЭKO-Шталь.
Являлся болельщиком, вице-президентом (1988—1991), президентом (1997—1998) попечительского совета гамбургского футбольного клуба «Санкт-Паули», который, несмотря на отсутствие громких успехов, имеет большую армию фанатов, позиционирующих себя как антифашистов.
В 2004 был награждён консервативной лютеранской организацией «Kirchliche Sammlung um Bibel und Bekenntnis in Bayern» Призом Вальтера Кюннета прежде всего за книгу «Volkskirche ohne Volk» (Народная церковь без людей), в которой Апель критикует чрезмерный модернизм сегодняшней Евангелической церкви, из-за несогласия с которым в 1999 году он перешёл из Евангелической церкви Германии в консервативную Независимую евангелическую лютеранскую церковь.
В 1956 женился на Ингрид, в браке родились две дочери.
В 2010 опубликовал автобиографию «Hans, mach Du das!» (Ханс, сделай это!)

## Книги
- Volkskirche ohne Volk. Der Niedergang der Landeskirchen. 2003.
- Hans, mach Du das! Lebenserinnerungen. Brunnen, Gießen 2010.